# Hosťovce (Nitra)
|  | No s'ha de confondre amb Hosťovce (Košice). |

Hosťovce és un poble i municipi d'Eslovàquia que es troba a la regió de Nitra, al sud-oest del país.
La primera menció escrita de la vila es remunta al 1209.

## Demografia
| Godina             | 1994 | 2004   | 2014   | 2024   |
| ------------------ | ---- | ------ | ------ | ------ |
| Nombre de persones | 758  | 759    | 757    | 719    |
| Diferència         |      | +0,13% | −0,26% | −5,01% |

| Godina             | 2023 | 2024   |
| ------------------ | ---- | ------ |
| Nombre de persones | 733  | 719    |
| Diferència         |      | −1,90% |